# Day to Story
「Day to Story」（デイ・トゥー・ストーリー）は、佐土原かおりの楽曲。石井伸昂が作詞・作曲を手掛けた。佐土原の3枚目のシングルとして2014年5月6日に日本コロムビアから発売された。

## 音楽性
本曲は、テレビアニメ『デート・ア・ライブII』のエンディングテーマに起用されたおとぎ話のようなかわいい曲で、佐土原によればゆったりした曲調からアップテンポに変わる有様がオープニングさながらであるという。
レコーディング時は当初力強く歌うことを考えたが、スタッフのアドバイスで自身のカラーを前面に出して歌ったという

## シングルリリース
2014年5月6日に日本コロムビアから発売された。佐土原のシングルとしては、前作「To Be Continued?」から1年3か月ぶりのリリースとなる。
販売形態はDVDつき初回限定生産盤（COZC-913/4）と通常盤（COCC-16857）の2種リリースで、初回限定盤には本曲のPV、メイキング、エンディング映像のノンクレジットバージョンを収録したDVDが同梱されている。ちなみにジャケットには、同アニメのヒロインの1人である夜刀神十香が描かれている。
2曲目「エターナルワールド」は、PS3用ソフト『デート・ア・ライブ 或守インストール』のエンディングテーマに起用された壮大な曲。レコーディング時はテンポが掴み辛いため苦労したという。なお初披露は2014年3月30日に開催された『デート・ア・ライブII』の先行プレミアム上映会にて行われた。

## シングル収録内容
| #         | タイトル                                          | 作詞      | 作曲      | 編曲                                         | 時間  |
| --------- | ------------------------------------------------- | --------- | --------- | -------------------------------------------- | ----- |
| 1.        | 「Day to Story」                                  | 石井伸昂  | 石井伸昂  | 岡野祐次郎、滝澤俊輔（ストリングスアレンジ） | 4:43  |
| 2.        | 「エターナルワールド」                            | 高瀬愛虹  | 桜庭統    | 桜庭統                                       | 3:59  |
| 3.        | 「Day to Story（Another Version）」               | 石井伸昂  | 石井伸昂  | 滝澤俊輔                                     | 6:49  |
| 4.        | 「Day to Story -Instrumental-」                   |           |           |                                              | 4:42  |
| 5.        | 「エターナルワールド -Instrumental-」             |           |           |                                              | 3:59  |
| 6.        | 「Day to Story (Another Version) -Instrumental-」 |           |           |                                              | 6:47  |
| 合計時間: | 合計時間:                                         | 合計時間: | 合計時間: | 合計時間:                                    | 31:03 |

| #  | タイトル                        | 作詞 | 作曲・編曲 |
| -- | ------------------------------- | ---- | ---------- |
| 1. | 「Day to Story」(PV)            |      |            |
| 2. | 「Day to Story」(Making)        |      |            |
| 3. | 「Day to Story」(Non Credit TV) |      |            |

## チャート
| チャート（2014年）                | 最高位 |
| --------------------------------- | ------ |
| オリコン                          | 26     |
| Billboard Japan Hot 100           | 92     |
| Billboard Japan Hot Singles Sales | 25     |